# Rio Comarnicele
O Rio Comarnicele é um rio da Romênia, afluente do Cheia, localizado no distrito de Vâlcea.